# Pomatoschistus minutus
Pomatoschistus minutus és una espècie de peix marí de la família dels gòbids i de l'ordre dels perciformes. Va ser descrit per Peter Simon Pallas el 1770.

## Morfologia
Els adults poden assolir fins a 11 cm de longitud total.

## Distribució geogràfica
Es troba des de Noruega fins a la península Ibèrica, la mar Mediterrània i la mar Negra.